# Aeroportul Nyagan
Aeroportul Nyagan (IATA: NYA, ICAO: USHN) este un aeroport din Niagan, Districtul autonom Hantî-Mansi, Regiunea Tiumen, Rusia ce deservește zona Niagan. Aeroportul a fost tranzitat în 2017 de 14.199 de pasageri. A fost numit după zona deservită.
Situat la o altitudine de 110 m, aeroportul dispune de o singură pistă.